# Troy (Ohio)
Pour les articles homonymes, voir Troy (homonymie).
La ville de Troy est le siège du comté de Miami, situé dans l'État de l'Ohio, aux États-Unis. Selon le recensement de 2010, sa population est de 25 058 habitants.

## Géographie
La municipalité s'étend sur 11,94 milles carrés (30,92 km2), dont 0,22 milles carrés (0,57 km2) d'étendues d'eau.

## Démographie
| Groupe            | Troy | Ohio | États-Unis |
| ----------------- | ---- | ---- | ---------- |
| Blancs            | 90,1 | 82,7 | 72,4       |
| Afro-Américains   | 4,2  | 12,2 | 12,6       |
| Asiatiques        | 2,5  | 1,7  | 4,8        |
| Métis             | 2,4  | 2,1  | 2,9        |
| Autres            | 0,6  | 1,2  | 6,4        |
| Amérindiens       | 0,2  | 0,2  | 0,9        |
| Total             | 100  | 100  | 100        |
|                   |      |      |            |
| Latino-Américains | 1,8  | 3,1  | 16,7       |

Selon l'American Community Survey pour la période 2011-2015, 95,45 % de la population âgée de plus de 5 ans déclare parler l'anglais à la maison, 1,07 % le japonais, 0,97 % une langue chinoise, 0,94 % l'espagnol et 1,56 % une autre langue.
La population de Troy est estimée à 25 770 habitants au 1er juillet 2016.
Le revenu par habitant était en moyenne de 27 279 dollars par an entre 2012 et 2016, légèrement inférieur à la moyenne de l'Ohio (27 800 dollars) et à la moyenne nationale (29 829 dollars). Sur cette même période, 12,2 % des habitants de Troy vivaient sous le seuil de pauvreté (contre 14,6 % dans l'État et 12,7 % à l'échelle des États-Unis).

## Personnalité liée à la ville
- Nancy Currie, astronaute, a grandi à Troy.